# 徐胤爵
徐胤爵，濠州鍾離永豐鄉（今安徽鳳陽東北）人，徐弘基之子。明朝軍事將領、襲魏國公。

## 生平
北京淪陷後，弘光元年四月被弘光帝允許承襲魏國公，同年南京失陷，投降清朝。